# Tressor Moreno
Malher Tressor Moreno Baldrich (* 11. Januar 1979 in Riosucio) ist ein ehemaliger kolumbianischer Fußballspieler.

## Karriere

### Verein
Der Angreifer war von 1998 bis 2000 für den peruanischen Verein Alianza Lima aktiv und erzielte in 40 Spielen 16 Tore. Daraufhin wechselte er zum französischen Erstligisten FC Metz. Bereits nach einem halben Jahr wurde er an América de Cali ausgeliehen.
In der Saison 2002/03 war Moreno für den kolumbianischen Verein Independiente Medellín aktiv. Die Hinrunde der Saison 2003/04 verbrachte Moreno wieder beim FC Metz, verließ den Verein allerdings wieder Richtung Kolumbien, wo er bis 2005 für Once Caldas spielte. Nach der Saison spielte er für Necaxa in der höchsten mexikanischen Liga, von 2006 bis 2007 spielte er für CD Veracruz. Im Jahr 2007 schloss er sich San Luis FC an. Er spielte für den Klub vier Jahre – unterbrochen von einer halbjährige Ausleihe an Independiente Medellín im Jahr 2010. Zum Jahresanfang 2011 nach Brasilien zum EC Bahia. Mitte 2011 wechselte er nach Chile zu den Santiago Wanderers. Hier blieb er bis 2012. Im Anschluss hatte er wechselnde Engagement, welche meist nach kurzer Zeit wieder beendet wurden. 2017 beendete er seine aktive Laufbahn.

### Nationalmannschaft
Moreno war Spieler in der kolumbianischen Fußballnationalmannschaft und nahm mit ihr am CONCACAF Gold Cup 2005 teil, wo die Mannschaft Kolumbiens im Halbfinale gegen Panama ausschied und somit zusammen mit Honduras den dritten Platz belegte. Moreno gab sein Länderspieldebüt am 25. Juli 2000 und hat bis 10. September 2008 in insgesamt 31 Länderspielen sieben Treffer erzielt.

## Erfolge
Atlético Nacional
- Copa Merconorte: 2000

América de Cali
- Categoría Primera A: 2002-I

Independiente Medellín
- Categoría Primera A: 2002-II

## Auszeichnungen
- CONCACAF Gold Cup Best XI: 2005